# Kommunalwahlen in Thüringen 2009
Die Kommunalwahlen in Thüringen fanden am 7. Juni 2009 statt. Dabei wurden die Kreistage, Stadträte der kreisfreien Städte sowie Stadt- und Gemeinderäte der kreisangehörigen Gemeinden neu gewählt. Diese Kommunalwahl wurde gemeinsam mit der Europawahl in Deutschland 2009 durchgeführt.

## Abschaffung der Fünf-Prozent-Hürde
Der Thüringer Verfassungsgerichtshof erklärte die Fünf-Prozent-Hürde bei Kommunalwahlen am 11. April 2008 für verfassungswidrig. Damit fand die Kommunalwahl 2009 erstmals ohne diese Beschränkung statt. Dies führte zum Einzug der FDP, Grünen und NPD in alle Kommunalparlamente, in denen sie angetreten waren. Profiteure dieser neuen Regelung waren darüber hinaus auch kleine Bürgerinitiativen und Wählervereinigungen.

## Wahlbeteiligung
Die Wahlbeteiligung legte gegenüber 2004 leicht zu und lag in den meisten Gemeinden zwischen 50 % und 60 %. Besonders stark stieg sie in den großen Städten an, in Weimar sogar um 11,6 %. Auf dem Land veränderte sie sich kaum oder ging leicht zurück, allerdings lag sie dort noch immer höher als in den Städten. Auch die passive Wahlbeteiligung, repräsentiert durch die zahlreichen Bürgerinitiativen und Wählervereinigungen, die sich kommunalpolitisch engagieren wollen, nahm zu. Dies ist zu einem gewissen Teil auf den Wegfall der Fünf-Prozent-Hürde auf kommunaler Ebene zurückzuführen.

## Ergebnisse

### Landesweite Ergebnisse
Diese Ergebnisse haben keinen Einfluss auf die Zusammensetzung der Parlamente. Sie dienen lediglich zum Überblick und sind eine rein rechnerische Größe.

#### Landkreise und kreisfreie Städte
- CDU: 33,3 %, 343 Sitze, −7,6 %p gegenüber 2004, 90 Sitze weniger als 2004.
- Linke: 20,7 %, 223 Sitze, −3,9 %p gegenüber 2004, 46 Sitze weniger als 2004.
- SPD: 20,3 %, 201 Sitze, +4,7 %p gegenüber 2004, 36 Sitze mehr als 2004.
- FDP: 7,4 %, 78 Sitze, +2,7 %p gegenüber 2004, 46 Sitze mehr als 2004.
- Grüne: 4,5 %, 45 Sitze, +1,0 %p gegenüber 2004, 23 Sitze mehr als 2004.
- alle anderen zusammen: 13,8 %, 146 Sitze, +3,1 %p gegenüber 2004, 27 Sitze mehr als 2004.

#### Stadt- und Gemeinderäte
- CDU: 27,7 %, 2404 Sitze, −4,9 %p gegenüber 2004, 482 Sitze weniger als 2004.
- Linke: 13,9 %, 694 Sitze, −1,3 %p gegenüber 2004, 65 Sitze weniger als 2004.
- SPD: 14,4 %, 766 Sitze, +2,5 %p gegenüber 2004, 80 Sitze weniger als 2004.
- FDP: 4,7 %, 280 Sitze, +1,0 %p gegenüber 2004, 6 Sitze weniger als 2004.
- Grüne: 2,3 %, 37 Sitze, +0,4 %p gegenüber 2004, 11 Sitze mehr als 2004.
- alle anderen zusammen: 37,0 %, 5408 Sitze, +2,3 %p gegenüber 2004, 95 Sitze mehr als 2004.

### Kreistage
| Lkr. | WB     | G/V    | CDU    | Sitze | G/V     | Linke  | Sitze | G/V    | SPD    | Sitze | G/V     | Freie Wähler | Sitze | G/V    | FDP    | Sitze | G/V    | Grüne | Sitze | G/V    | NPD   | Sitze | G/V   | Sonstige         | Sitze | G/V          |
| ---- | ------ | ------ | ------ | ----- | ------- | ------ | ----- | ------ | ------ | ----- | ------- | ------------ | ----- | ------ | ------ | ----- | ------ | ----- | ----- | ------ | ----- | ----- | ----- | ---------------- | ----- | ------------ |
| ABG  | 48,1 % | +1,9 % | 31,9 % | 15    | −11,8 % | 21,3 % | 10    | −7,4 % | 24,2 % | 11    | +4,0 %  | n. a.        | n. a. | n. a.  | 10,5 % | 5     | +3,1 % | 2,9 % | 1     | n. a.  | n. a. | n. a. | n. a. | 9,1 %1           | 4     | n. a.        |
| AP   | 56,4 % | +0,2 % | 34,2 % | 16    | −7,6 %  | 16,4 % | 8     | −3,3 % | 18,1 % | 8     | +5,0 %  | 18,2 %       | 8     | +7,1 % | 8,4 %  | 4     | n. a.  | 4,7 % | 2     | +1,6 % | n. a. | n. a. | n. a. | -                | -     | -            |
| EIC  | 59,7 % | −2,5 % | 54,1 % | 25    | −13,0 % | 10,2 % | 5     | −3,1 % | 10,7 % | 5     | +1,2 %  | 10,1 %       | 5     | n. a.  | 6,5 %  | 3     | +1,8 % | 3,0 % | 1     | +0,2 % | 3,3 % | 1     | n. a. | 2,0 %2           | 1     | −0,7 %       |
| GRZ  | 54,6 % | +2,2 % | 37,2 % | 17    | −6,9 %  | 17,6 % | 8     | −3,4 % | 17,3 % | 8     | +1,2 %  | 6,1 %        | 3     | −4,1 % | 7,9 %  | 4     | n. a.  | 2,9 % | 1     | +0,3 % | 3,8 % | 2     | n. a. | 4,8 %3 2,6 %4    | 2 1   | n. a. n. a.  |
| GTH  | 54,8 % | +2,0 % | 33,9 % | 17    | −9,9 %  | 14,4 % | 7     | −7,5 % | 30,4 % | 15    | +13,6 % | 5,3 %        | 3     | n. a.  | 4,2 %  | 2     | −0,4 % | 3,3 % | 2     | −0,1 % | 3,4 % | 2     | n. a. | 5,2 %5           | 2     | −4,2 %       |
| HBN  | 55,4 % | +1,1 % | 34,9 % | 14    | −6,4 %  | 24,7 % | 10    | −1,5 % | 14,5 % | 6     | +0,6 %  | 21,7 %       | 8     | +4,9 % | n. a.6 | n. a. | n. a.  | 2,1 % | 1     | +0,3 % | n. a. | n. a. | n. a. | 2,1 %7           | 1     | n. a.        |
| IK   | 56,0 % | +1,9 % | 34,9 % | 16    | −7,0 %  | 25,4 % | 12    | −1,9 % | 14,2 % | 6     | +1,6 %  | 15,8 %       | 7     | +5,3 % | 5,6 %  | 3     | +1,7 % | 4,1 % | 2     | +0,4 % | n. a. | n. a. | n. a. | -                | -     | -            |
| KYF  | 52,6 % | +1,0 % | 35,3 % | 16    | −8,4 %  | 25,2 % | 12    | −3,4 % | 21,0 % | 10    | +5,3 %  | n. a.        | n. a. | n. a.  | 7,6 %  | 3     | +1,2 % | 3,0 % | 1     | n. a.  | 3,9 % | 2     | n. a. | 4,1 %8           | 2     | −1,5 %       |
| NDH  | 52,2 % | +4,0 % | 28,5 % | 13    | −8,4 %  | 25,0 % | 12    | −4,3 % | 27,9 % | 13    | +5,2 %  | n. a.        | n. a. | n. a.  | 9,4 %  | 4     | +3,3 % | 6,1 % | 3     | +1,1 % | 3,1 % | 1     | n. a. | -                | -     | -            |
| SHK  | 58,8 % | +2,5 % | 35,8 % | 16    | −5,8 %  | 22,3 % | 10    | +3,4 % | 13,3 % | 6     | +0,5 %  | 5,6 %        | 3     | +0,1 % | 10,7 % | 5     | +1,0 % | 3,7 % | 2     | +0,7 % | n. a. | n. a. | n. a. | 8,5 %9           | 4     | n. a.        |
| SLF  | 53,2 % | +1,2 % | 31,1 % | 15    | −9,0 %  | 19,2 % | 10    | −1,2 % | 23,3 % | 12    | +2,2 %  | n. a.        | n. a. | n. a.  | 8,3 %  | 4     | +2,8 % | 2,6 % | 1     | n. a.  | n. a. | n. a. | n. a. | 10,4 %10 5,2 %11 | 5 3   | n. a. −7,7 % |
| SM   | 53,3 % | −2,8 % | 36,6 % | 18    | −1,6 %  | 20,2 % | 10    | −6,9 % | 15,9 % | 8     | +6,4 %  | 12,8 %       | 7     | −3,1 % | 8,3 %  | 4     | +3,4 % | 5,7 % | 3     | +1,9 % | n. a. | n. a. | n. a. | -                | -     | -            |
| SOK  | 55,4 % | +1,4 % | 31,8 % | 15    | −4,1 %  | 20,6 % | 10    | −1,4 % | 22,6 % | 10    | +3,5 %  | n. a.        | n. a. | n. a.  | 11,3 % | 5     | +4,3 % | n. a. | n. a. | n. a.  | n. a. | n. a. | n. a. | 13,8 %12         | 6     | −2,2 %       |
| SÖM  | 55,1 % | −1,1 % | 42,9 % | 17    | −6,0 %  | 26,4 % | 11    | −5,2 % | 11,0 % | 4     | 0,0 %   | 9,4 %        | 4     | n. a.  | 7,4 %  | 3     | +2,0 % | 2,9 % | 1     | −0,3 % | n. a. | n. a. | n. a. | -                | -     | -            |
| SON  | 50,6 % | +2,2 % | 40,2 % | 16    | −3,4 %  | 29,3 % | 12    | +0,7 % | 15,4 % | 6     | −3,8 %  | n. a.        | n. a. | n. a.  | 8,6 %  | 3     | +2,5 % | 2,4 % | 1     | −0,1 % | 4,1 % | 2     | n. a. | -                | -     | -            |
| UH   | 52,0 % | +1,4 % | 34,6 % | 16    | −5,9 %  | 17,1 % | 8     | −1,5 % | 25,0 % | 11    | +1,1 %  | 9,3 %        | 4     | +1,2 % | 10,3 % | 5     | +3,1 % | 2,5 % | 1     | +0,8 % | n. a. | n. a. | n. a. | 1,1 %13          | 1     | n. a.        |
| WAK  | 55,3 % | −0,5 % | 36,5 % | 18    | −5,5 %  | 18,7 % | 9     | −2,5 % | 19,6 % | 10    | +5,5 %  | 11,7 %       | 6     | −4,9 % | 4,4 %  | 2     | +0,8 % | 2,9 % | 2     | +0,4 % | 4,8 % | 2     | n. a. | 1,4 %14          | 1     | n. a.        |

1 Die Regionalen

2 ödp

3 IWA

4 Bürgerinitiative Zeulenroda

5 Bürgerinitiative Gotha

6 Listenvereinigung aus Freien Wählern und FDP

7 Bündnis Zukunft Hildburghausen

8 Volksinteressenbund Thüringen

9 Bauern EJS

10 Bürgerinitiative für mehr Demokratie und Mitbestimmung

11 Bürgerinitiative

12 Unabhängige Bürgervertretung

13 Regionale Bürgerinitiative Herbsleben

14 Liste für alternative Demokratie

### Stadträte der kreisfreien Städte
| Stadt | WB     | G/V     | CDU    | Sitze | G/V     | Linke  | Sitze | G/V     | SPD    | Sitze | G/V     | Freie Wähler | Sitze | G/V   | FDP    | Sitze | G/V    | Grüne  | Sitze | G/V    | NPD   | Sitze | G/V   | Sonstige       | Sitze | G/V           |
| ----- | ------ | ------- | ------ | ----- | ------- | ------ | ----- | ------- | ------ | ----- | ------- | ------------ | ----- | ----- | ------ | ----- | ------ | ------ | ----- | ------ | ----- | ----- | ----- | -------------- | ----- | ------------- |
| EF    | 48,2 % | +6,7 %  | 22,7 % | 11    | −16,6 % | 19,7 % | 10    | −12,7 % | 33,0 % | 17    | +16,8 % | 8,1 %        | 4     | n. a. | 5,2 %  | 3     | +1,7 % | 8,7 %  | 4     | 0,0 %  | 2,6 % | 1     | n. a. | -              | -     | -             |
| J     | 54,5 % | +8,7 %  | 19,0 % | 9     | −3,9 %  | 20,9 % | 9     | −4,0 %  | 25,5 % | 11    | +6,2 %  | 2,4 %        | 1     | n. a. | 11,0 % | 5     | +1,9 % | 10,1 % | 5     | −2,1 % | n. a. | n. a. | n. a. | 10,2 %1 1,8 %2 | 5 1   | −2,3 % n. a.  |
| G     | 46,4 % | +6,8 %  | 29,4 % | 13    | +0,7 %  | 31,0 % | 14    | −5,7 %  | 12,5 % | 6     | +1,4 %  | n. a.        | n. a. | n. a. | 6,2 %  | 3     | +2,3 % | 5,4 %  | 2     | +1,5 % | 3,4 % | 2     | n. a. | 12,2 %3        | 6     | −3,6 %        |
| WE    | 54,2 % | +11,6 % | 23,2 % | 10    | −5,9 %  | 19,9 % | 8     | −0,8 %  | 13,7 % | 6     | +1,4 %  | n. a.        | n. a. | n. a. | 6,4 %  | 3     | n. a.  | 15,4 % | 6     | +3,0 % | 3,1 % | 1     | n. a. | 18,4 %4        | 8     | −2,6 %        |
| EA    | 50,3 % | +8,2 %  | 33,6 % | 12    | −1,6 %  | 20,6 % | 7     | −2,8 %  | 17,4 % | 6     | +1,9 %  | n. a.        | n. a. | n. a. | 4,7 %  | 2     | +1,4 % | 7,1 %  | 3     | −1,6 % | 5,1 % | 2     | n. a. | 8,3 %5 3,2 %6  | 3 1   | +0,7 % −3,1 % |
| SHL   | 47,3 % | −0,2 %  | 23,0 % | 8     | −2,5 %  | 31,1 % | 11    | −0,7 %  | 17,4 % | 6     | +6,8 %  | 8,8 %        | 3     | n. a. | 6,9 %  | 3     | +3,6 % | n. a.  | n. a. | n. a.  | n. a. | n. a. | n. a. | 12,8 %7        | 5     | −16,0 %       |

1 Bürger für Jena

2 Die Guten

3 Arbeit für Gera

4 weimarwerk

5 Bürger für Eisenach

6 Eisenacher Aufbruch

7 Aktiv für Suhl

### Stadträte der größeren kreisangehörigen Städte
Diese Tabelle enthält die Wahlergebnisse für die Stadträte der Städte mit mehr als 20.000 Einwohnern in Thüringen, die nicht kreisfrei sind.
| Stadt | WB     | G/V     | CDU    | Sitze | G/V     | Linke  | Sitze | G/V    | SPD    | Sitze | G/V     | Freie Wähler | Sitze | G/V     | FDP    | Sitze | G/V    | Grüne  | Sitze | G/V    | NPD   | Sitze | G/V   | Sonstige                | Sitze | G/V                 |
| ----- | ------ | ------- | ------ | ----- | ------- | ------ | ----- | ------ | ------ | ----- | ------- | ------------ | ----- | ------- | ------ | ----- | ------ | ------ | ----- | ------ | ----- | ----- | ----- | ----------------------- | ----- | ------------------- |
| ABG   | 41,9 % | +3,2 %  | 29,5 % | 11    | −8,0 %  | 24,1 % | 9     | −6,5 % | 31,0 % | 11    | +3,6 %  | n. a.        | n. a. | n. a.   | 12,4 % | 4     | +8,0 % | 3,0 %  | 1     | n. a.  | n. a. | n. a. | n. a. | -                       | -     | -                   |
| AP    | 45,5 % | +5,3 %  | 36,0 % | 11    | −9,8 %  | 20,4 % | 6     | −2,5 % | 10,7 % | 3     | −3,7 %  | 20,2 %       | 6     | +12,3 % | 9,3 %  | 3     | +0,3 % | 3,4 %  | 1     | n. a.  | n. a. | n. a. | n. a. | -                       | -     | -                   |
| ARN   | 52,8 % | +10,2 % | 15,0 % | 5     | −10,3 % | 24,7 % | 7     | −5,9 % | 16,1 % | 5     | +3,1 %  | n. a.        | n. a. | n. a.   | 5,3 %  | 2     | −0,6 % | n. a.  | n. a. | n. a.  | n. a. | n. a. | n. a. | 30,6 %1 8,1 %2          | 9 2   | +10,8 % +2,7 %      |
| GTH   | 47,3 % | +6,7 %  | 24,3 % | 9     | −6,6 %  | 19,3 % | 7     | −5,4 % | 31,0 % | 11    | +13,7 % | 11,4 %       | 4     | −1,6 %  | 5,7 %  | 2     | +1,3 % | 3,5 %  | 1     | −1,0 % | n. a. | n. a. | n. a. | 4,8 %3                  | 2     | −0,3 %              |
| GRZ   | 49,6 % | +5,9 %  | 23,9 % | 7     | −5,1 %  | 13,9 % | 4     | −3,0 % | 27,9 % | 9     | −11,8 % | n. a.        | n. a. | n. a.   | 12,8 % | 4     | n. a.  | n. a.  | n. a. | n. a.  | 3,6 % | 1     | n. a. | 17,8 %4                 | 5     | +6,6 %              |
| IL    | 52,3 % | +4,5 %  | 39,4 % | 12    | −6,4 %  | 19,5 % | 6     | −4,8 % | 10,6 % | 3     | −0,6 %  | 10,5 %       | 3     | +2,8 %  | 4,1 %  | 1     | n. a.  | 9,5 %5 | 3     | −1,6 % | n. a. | n. a. | n. a. | 6,4 %6                  | 2     | n. a.               |
| LFW   | 52,2 % | +3,8 %  | 52,8 % | 16    | −1,4 %  | 13,6 % | 4     | −1,1 % | 12,0 % | 3     | +0,6 %  | 13,2 %       | 4     | −1,6 %  | 2,8 %  | 1     | +1,6 % | 5,6 %7 | 2     | +1,8 % | n. a. | n. a. | n. a. | -                       | -     | -                   |
| MGN   | 46,0 % | +4,7 %  | 19,9 % | 6     | −3,7 %  | 23,3 % | 7     | −4,4 % | 15,7 % | 5     | +4,9 %  | n. a.        | n. a. | n. a.   | 5,1 %  | 1     | n. a.  | 9,8 %  | 3     | +2,0 % | n. a. | n. a. | n. a. | 23,8 %8 2,3 %9          | 7 1   | −5,3 % n. a.        |
| MHL   | 43,4 % | +5,1 %  | 29,9 % | 11    | −3,9 %  | 22,7 % | 8     | −4,7 % | 22,2 % | 8     | −0,2 %  | 3,6 %        | 1     | −4,8 %  | 10,3 % | 4     | +2,2 % | 3,8 %  | 1     | n. a.  | n. a. | n. a. | n. a. | 7,5 %10                 | 3     | n. a.               |
| NDH   | 48,6 % | +7,8 %  | 25,9 % | 9     | −10,1 % | 22,0 % | 8     | −3,4 % | 35,3 % | 13    | +6,6 %  | n. a.        | n. a. | n. a.   | 7,3 %  | 3     | +2,3 % | 6,3 %  | 2     | +1,5 % | 3,1 % | 1     | n. a. | -                       | -     | -                   |
| RU    | 48,0 % | +4,0 %  | 24,4 % | 7     | −2,3 %  | 18,2 % | 6     | −2,3 % | 17,7 % | 5     | +4,8 %  | 5,8 %        | 2     | −7,7 %  | 3,6 %  | 1     | −0,2 % | n. a.  | n. a. | n. a.  | n. a. | n. a. | n. a. | 18,1 %11 12,3 %12       | 5 4   | +7,2 % +0,6 %       |
| SLF   | 43,5 % | +3,1 %  | 29,4 % | 9     | −5,1 %  | 23,9 % | 7     | −2,1 % | 21,0 % | 6     | +1,4 %  | 13,1 %       | 4     | −0,4 %  | 12,6 % | 4     | +6,2 % | n. a.  | n. a. | n. a.  | n. a. | n. a. | n. a. | -                       | -     | -                   |
| SM    | 48,8 % | −5,7 %  | 24,6 % | 7     | +3,5 %  | 19,2 % | 6     | −1,5 % | 32,2 % | 10    | +23,1 % | n. a.        | n. a. | n. a.   | 3,2 %  | 1     | n. a.  | n. a.  | n. a. | n. a.  | n. a. | n. a. | n. a. | 20,9 %13                | 6     | −26,1 %             |
| SÖM   | 48,3 % | +1,4 %  | 23,2 % | 7     | −4,9 %  | 46,5 % | 14    | +0,4 % | 7,7 %  | 2     | +0,6 %  | 5,7 %        | 2     | −1,0 %  | 2,6 %  | 1     | +0,3 % | 2,7 %  | 1     | −0,3 % | n. a. | n. a. | n. a. | 8,4 %14 3,2 %15         | 2 1   | n. a. −3,6 %        |
| SDH   | 51,8 % | +5,7 %  | 29,9 % | 9     | −6,4 %  | 21,5 % | 6     | −4,7 % | 17,3 % | 5     | +3,8 %  | 5,9 %        | 2     | +0,2 %  | 3,7 %  | 1     | n. a.  | 2,8 %  | 1     | +0,2 % | 3,4 % | 1     | n. a. | 8,7 %16 5,0 %17 1,7 %18 | 3 1   | n. a. −10,8 % n. a. |
| SON   | 42,2 % | +3,5 %  | 40,8 % | 12    | −5,4 %  | 27,5 % | 8     | −0,5 % | 18,6 % | 6     | +3,1 %  | n. a.        | n. a. | n. a.   | 13,1 % | 4     | +2,7 % | n. a.  | n. a. | n. a.  | n. a. | n. a. | n. a. | -                       | -     | -                   |

1 Pro Arnstadt

2 Bürgerfraktion Arnstadt

3 Bürgerinitiative Gotha

4 IWA

5 als Listenvereinigung Bürgerbündnis

6 Pro Bockwurst

7 als Listenvereinigung mit der ödp

8 Pro Meiningen

9 Wählergemeinschaft Dreißigacker

10 Interessengemeinschaft Pro Mühlhausen

11 Bürger für Rudolstadt

12 Bürgerinitiative für mehr Demokratie und Mitbestimmung

13 Bürgerinitiative Schmalkalden

14 SBB

15 Bürgerinitiative Sömmerda

16 Volkssolidarität Sondershausen

17 Neue Unabhängige Bürgerinitiative Sondershausen

18 Volksinteressenbund Thüringen

### Extremwerte der Wahlen
Für Kreistagswahlen. Die kleineren Parteien erhielten in zahlreichen kleinen Gemeinden keine Stimmen bzw. traten in einigen Landkreisen nicht an.
|    | Ort          | WB % | Ort            | CDU % | Ort             | Linke % | Ort          | SPD % | Ort           | FDP % | Ort        | Grüne % | Ort        | NPD % |
| -- | ------------ | ---- | -------------- | ----- | --------------- | ------- | ------------ | ----- | ------------- | ----- | ---------- | ------- | ---------- | ----- |
| 1. | Meusebach    | 96,3 | Gerstengrund   | 99,2  | Neuhaus         | 53,0    | Görsbach     | 59,9  | Göllnitz      | 74,9  | Oettern    | 23,2    | Urnshausen | 19,1  |
| 2. | Gerstengrund | 93,6 | Eberstedt      | 84,9  | Großbreitenbach | 50,7    | Menteroda    | 58,9  | Mörsdorf      | 71,2  | Schönhagen | 22,0    | Niederbösa | 13,0  |
| 3. | Tautendorf   | 91,7 | Schleid        | 83,0  | Kleinwelsbach   | 50,6    | Lucka        | 58,7  | Mechelroda    | 62,0  | Weimar     | 15,4    | Hörselgau  | 12,0  |
| 4. | Niederbösa   | 90,6 | Buttlar        | 82,1  | Gorsleben       | 50,4    | Reisdorf     | 57,4  | Oepfershausen | 61,9  | Silkerode  | 13,6    | Wiesenthal | 11,9  |
| 4. | Mühlhausen   | 42,7 | Mörsdorf       | 10,9  | Rohrberg        | 1,5     | Mechelroda   | 1,5   |               |       |            |         |            |       |
| 3. | Sonneberg    | 42,1 | Bockstadt      | 10,6  | Eberstedt       | 1,4     | Sickerode    | 1,3   |               |       |            |         |            |       |
| 2. | Altenburg    | 41,8 | Friedrichsthal | 10,6  | Quaschwitz      | 0,7     | Tautendorf   | 0,8   |               |       |            |         |            |       |
| 1. | Frankenheim  | 32,5 | Göllnitz       | 8,1   | Gerstengrund    | 0,0     | Gerstengrund | 0,0   |               |       |            |         |            |       |

Für Gemeinderatswahlen. Die CDU erhielt in 22 Gemeinden zwischen 99,0 % und 99,9 % der Stimmen. Die kleineren Parteien erhielten in zahlreichen Gemeinden keine Stimmen. Die NPD trat nur in sieben größeren Städten an.
|    | Ort          | WB % | Ort                            | CDU % | Ort          | Linke % | Ort         | SPD % | Ort         | FDP % | Ort        | Grüne % | Ort           | NPD % |
| -- | ------------ | ---- | ------------------------------ | ----- | ------------ | ------- | ----------- | ----- | ----------- | ----- | ---------- | ------- | ------------- | ----- |
| 1. | Meusebach    | 96,3 | Kleinneuhausen                 | 99,9  | Wildenspring | 91,2    | Andisleben  | 100,0 | Eineborn    | 96,0  | Marth      | 17,8    | Eisenach      | 5,1   |
| 2. | Gerstengrund | 93,6 | Hildebrandshausen              | 99,9  | Beinerstadt  | 49,9    | Lödla       | 89,2  | Rattelsdorf | 87,5  | Weimar     | 15,4    | Greiz         | 3,6   |
| 3. | Tautendorf   | 91,7 | Büttstedt                      | 99,8  | Sömmerda     | 46,5    | Blankenberg | 71,8  | Wernburg    | 82,3  | Lindewerra | 10,7    | Sondershausen | 3,4   |
| 4. | Quaschwitz   | 91,5 | Linda bei Neustadt an der Orla | 99,8  | Walldorf     | 45,8    | Luisenthal  | 67,2  | Stöckey     | 73,6  | Jena       | 10,1    | Gera          | 3,4   |

## Parteien
- Die CDU ist die größte Partei in Thüringen. Bei der Wahl 2004 erreichte sie die meisten Sitze in den Kommunalparlamenten. Bei den Kommunalwahlen 2009 war sie zwar der größte Verlierer, blieb aber weiterhin stärkste Kraft. Besonders stark waren ihre Verluste im Zuge der Stadtwerke-Affäre[21] in Erfurt mit 16,6 % sowie in ihrer Hochburg, dem Eichsfeld, wo sie 13 % verlor und trotzdem die absolute Mehrheit behielt. Die CDU verlor in allen Kreisen an Stimmen, mit Ausnahme des Stadtkreises Gera, in dem sie minimale Stimmengewinne verzeichnete.
- Die Linke ist die zweitgrößte Partei in Thüringen. Hatte sie 2004 noch einen deutlichen Vorsprung vor der SPD, ist sie nach der Wahl 2009 wieder auf Augenhöhe mit der SPD. Sie verlor in der Kommunalwahl ebenfalls deutlich an Stimmen. Nur im Landkreis Sonneberg und im Saale-Holzland-Kreis konnte sie leicht zulegen. Besonders deutlich waren die Verluste der Linkspartei ebenfalls in Erfurt, da auch sie in die Stadtwerke-Affäre verwickelt war.
- Die SPD war bisher drittstärkste Kraft in Thüringen. Lag sie 2004 noch deutlich hinter der Linkspartei, konnte sie 2009 starke Zugewinne verzeichnen und liegt jetzt nah an der Linkspartei. Besonders stark waren ihre Zugewinne im Landkreis Gotha, wo sie sich fast verdoppelte und in der Stadt Erfurt, wo sie sich sogar mehr als verdoppelte. Im Stadtrat von Schmalkalden konnte sie ihr Ergebnis sogar verdreifachen und nun die stärkste Fraktion stellen.
- Die FDP profitierte bei der Wahl 2009 von der Abschaffung der Fünf-Prozent-Hürde und konnte daher flächendeckend in alle Parlamente einziehen. Allerdings gelang es ihr auch in einer Vielzahl der Kommunen mehr als 5 % der Stimmen für sich zu gewinnen. Damit wäre sie auch nach der alten Gesetzgebung in vielen Parlamenten vertreten gewesen. Die FDP konnte fast überall deutliche Stimmengewinne verzeichnen.
- Die Grünen profitierten ebenso wie die FDP von der Abschaffung der Fünf-Prozent-Hürde. Im Gegensatz zu ihr hätten die Grünen diese Hürde in den meisten Kommunen nicht übersprungen. So können sie aber dennoch in den meisten Kreistagen und in den Stadträten, in denen sie zur Wahl antraten, Vertreter stellen. Die Grünen verzeichneten in vielen Kommunen leichte Stimmgewinne. Ihre stärksten Ergebnisse erzielten sie in den Universitätsstädten und in Meiningen. Absolute Hochburg der Grünen war die südliche Innenstadt Weimars, wo sie in vier Stimmbezirken mehr als 30 % der Stimmen erhielten. Nur in zwei der 61 Stimmbezirke Weimars blieben die Grünen unter 5 %.[22]
- Die NPD wollte nach Abschaffung der Fünf-Prozent-Hürde in alle Kommunalparlamente einziehen. Dies gelang ihr jedoch nicht, weil sie nur in einigen Landkreisen und kreisfreien Städten zur Wahl zugelassen wurde. Für die meisten Gemeinden gelang es ihr darüber hinaus nicht, eine Liste aufzustellen. Wo sie antrat, konnte sie jedoch Ergebnisse zwischen drei und fünf Prozent erzielen. In Eisenach erzielte die NPD mit 5,1 % ihr höchstes Ergebnis. Eine weitere Hochburg der NPD war in dieser Wahl der südliche Wartburgkreis (mit Ausnahme der katholisch geprägten Gebiete um Geisa), wo die NPD flächendeckend mehr als 5 % der Stimmen erhielt. Hier gelang es ihr auch in den Städten relativ hohe Stimmanteile zu gewinnen, während sich ihr Erfolg in den anderen Kreisen auf die kleineren Landgemeinden beschränkte. Im Landkreis Nordhausen erhielt sie lediglich in einer kleinen Gemeinde mehr als 5 %, womit sie dort ihr schlechtestes Ergebnis der sieben Landkreise, in denen sie antrat, einfuhr. Bei der Kommunalwahl 2004 war sie noch in keinem Kreis angetreten. Der in den Erfurter Stadtrat gewählte Frank Schwerdt, Vorsitzender der NPD in Thüringen, hat seinen Wohnsitz möglicherweise nicht in Erfurt. Deshalb hat die Staatsanwaltschaft ein Ermittlungsverfahren wegen Wahlbetrugs eingeleitet.[23]
- Die Freien Wähler konnten in der Wahl 2009 Stimmgewinne verzeichnen. In vielen Kreistagen stellen sie nach den drei Volksparteien die viertstärkste Kraft. In einigen Kommunen traten sie jedoch auch nicht zur Wahl an.
- Zuwächse verzeichneten ebenfalls die sonstigen Wählergruppen, die besonders in den kleinen Gemeinden die Mehrheiten in den Parlamenten stellen. Sie sind meist lokal interessiert und reichen vom progressiven bis ins konservative Lager. Rechtspopulistisch ausgerichtet ist hierbei das Bündnis Zukunft Hildburghausen, das ähnliche Inhalte vertritt, wie das von Jörg Haider gegründete Bündnis Zukunft Österreich, und einen Abgeordneten im Hildburghäuser Kreistag stellt. Das Interesse der Medien zog die Initiative für Bildung, Wissenschaft und die Manifestierung der Bockwurst als Kulturgut (PRO-BOCKWURST) durch ihre kreative, neuartige Wahlkampagne auf sich. Diese Vereinigung aus Studenten und Dozenten der TU Ilmenau stellt zwei Stadträte im neuen Ilmenauer Stadtparlament.